# Lista de personagens de Stranger Things

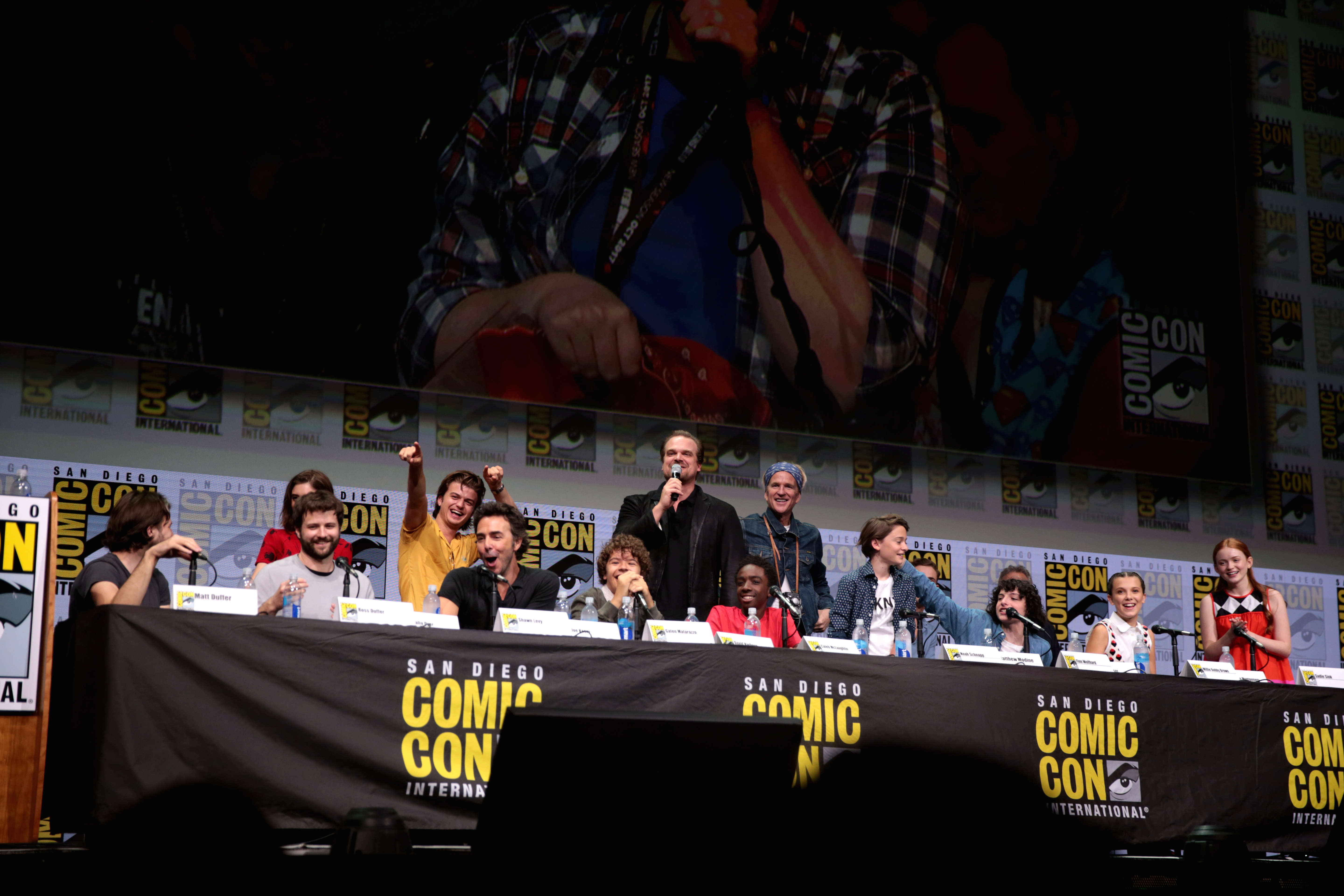
Elenco de Stranger Things durante a San Diego Comic-Con em julho de 2017.

Esta lista apresenta todos os personagens de Stranger Things, uma série de televisão via streaming estadunidense dos gêneros ficção científica, terror, suspense e drama adolescente, criada, escrita e dirigida pelos irmãos Matt e Ross Duffer para a plataforma Netflix. Os irmãos Duffer, Shawn Levy e Dan Cohen são também os produtores executivos.
A primeira temporada da série estreou em 15 de julho de 2016 e se passa na cidade fictícia de Hawkins, Indiana, Estados Unidos, durante a década de 1980, quando um menino de doze anos chamado Will Byers desaparece misteriosamente. Pouco depois, Onze, uma garota aparentemente fugitiva com poderes telecinéticos, conhece Mike, Dustin e Lucas, amigos de Will, e os ajuda na busca por Will.
A segunda temporada estreou em 27 de outubro de 2017 e se passa um ano após os eventos da primeira temporada. É abordado as tentativas dos personagens de retornar à normalidade e das consequências que persistem desde o ano anterior, onde Will fica com sequelas do mundo invertido. A terceira temporada estreou em 4 de julho de 2019 e é ambientada no verão americano de 1985, onde os personagens precisam lidar com o início da adolescência e de novos eventos sobrenaturais após a abertura de um shopping na cidade e a chegada de uma perigosa equipe russa que planeja abrir o portal do mundo invertido.
A série apresenta em seu elenco os nomes de Winona Ryder, David Harbour, Finn Wolfhard, Millie Bobby Brown, Gaten Matarazzo, Caleb McLaughlin, Noah Schnapp, Natalia Dyer, Charlie Heaton, Joe Keery, Cara Buono e Matthew Modine, enquanto Sadie Sink, Dacre Montgomery, Sean Astin, Paul Reiser, Maya Hawke, Priah Ferguson e Brett Gelman foram incluídos no elenco em temporadas posteriores.

## Elenco

### Elenco Regular
Em junho de 2015, foi anunciado que Winona Ryder e David Harbour haviam se juntado à série como Joyce e o chefe de polícia de Hawkins, respectivamente. Dois meses depois, Finn Wolfhard como Mike, Millie Bobby Brown em um papel não revelado, Gaten Matarazzo como Dustin, Caleb McLaughlin como Lucas, Natalia Dyer como Nancy e Charlie Heaton como Jonathan foram anunciados em setembro de 2015. Cara Buono se juntou ao elenco como Karen, seguida por Matthew Modine como Martin Brenner um mês depois.
A lista abaixo contém os atores que foram creditados na sequência de abertura como principais ao longo da série. A lista também inclui outros atores principais que são creditados como "também estrelando" ainda na abertura.
Legenda
     = Estrelando (Principal)      = Também estrelando      = Recorrente - 3 ou mais episódios      = Participação - 1 à 2 episódios
| Ator/Atriz           | Personagem                               | Temporadas | Temporadas | Temporadas | Temporadas | Total de aparições |
| Ator/Atriz           | Personagem                               | 1          | 2          | 3          | 4          | Total de aparições |
| -------------------- | ---------------------------------------- | ---------- | ---------- | ---------- | ---------- | ------------------ |
| Winona Ryder         | Joyce Byers                              | 8          | 8          | 8          | 9          | 33                 |
| David Harbour        | Jim Hopper                               | 8          | 9          | 8          | 8          | 33                 |
| Finn Wolfhard        | Mike Wheeler                             | 8          | 9          | 8          | 8          | 33                 |
| Millie Bobby Brown   | Onze / Jane Hooper                       | 8          | 8          | 8          | 9          | 33                 |
| Gaten Matarazzo      | Dustin Henderson                         | 8          | 8          | 8          | 9          | 33                 |
| Caleb McLaughlin     | Lucas Sainclair                          | 8          | 8          | 8          | 9          | 33                 |
| Natalia Dyer         | Nancy Wheeler                            | 8          | 8          | 8          | 9          | 33                 |
| Charlie Heaton       | Jonathan Byers                           | 8          | 8          | 8          | 8          | 33                 |
| Cara Buono           | Karen Wheeler                            | 8          | 7          | 6          | 6          | 27                 |
| Matthew Modine       | Martin Brenner                           | 8          | 3          | —          | 6          | 17                 |
| Noah Schnapp         | William "Will" Byers                     | 7          | 8          | 8          | 8          | 31                 |
| Sadie Sink           | Maxine "Max" Mayfield                    | —          | 9          | 8          | 9          | 26                 |
| Joe Keery            | Steve Harrington                         | 8          | 8          | 8          | 9          | 33                 |
| Dacre Montgomery     | Billy Hargrove                           | —          | 8          | 8          | 2          | 18                 |
| Sean Astin           | Bob Newby                                | —          | 7          | 3          | —          | 10                 |
| Paul Reiser          | Sam Owens                                | —          | 8          | 1          | 6          | 19                 |
| Maya Hawke           | Robin Buckley                            | —          | —          | 8          | 9          | 17                 |
| Priah Ferguson       | Erica Sainclair                          | —          | 4          | 8          | 6          | 18                 |
| Brett Gelman         | Murray Bauman                            | —          | 4          | 4          | 9          | 17                 |
| Jamie Campbell Bower | Peter Ballard / Henry Creel / Um / Vecna | —          | —          | —          | 9          | 9                  |
| Eduardo Franco       | Argyle                                   | —          | —          | —          | 8          | 8                  |
| Joseph Quinn         | Eddie Munson                             | —          | —          | —          | 8          | 8                  |

### Elenco de Apoio
A seguir se apresenta a lista de atores com papéis recorrentes e participações especiais.
| Ator/Atriz            | Personagem                    | Temporadas | Temporadas | Temporadas | Temporadas | Total de aparições |
| Ator/Atriz            | Personagem                    | 1          | 2          | 3          | 4          | Total de aparições |
| --------------------- | ----------------------------- | ---------- | ---------- | ---------- | ---------- | ------------------ |
| Joe Chrest            | Ted Wheeler                   | 7          | 5          | 3          | 5          | 20                 |
| Rob Morgan            | Calvin Powell                 | 8          | 3          | 1          | 4          | 16                 |
| John Paul Reynolds    | Phil Callahan                 | 8          | 3          | 1          | 4          | 16                 |
| Tinsley Price         | Holly Wheeler                 | 5          | 3          | 2          | 4          | 14                 |
| Anniston Price        | Holly Wheeler                 | 5          | —          | 2          | —          | 14                 |
| Randy Havens          | Scott Clarke                  | 6          | 4          | 1          | —          | 11                 |
| Susan Shalhoub Larkin | Florance                      | 6          | 3          | 1          | —          | 10                 |
| Mark Steger           | Demogorgon                    | 6          | 1          | —          | —          | 7                  |
| Shannon Purser        | Barbara "Barb" Holland        | 6          | —          | —          | —          | 6                  |
| Ross Partridge        | Lonnie Byers                  | 4          | —          | —          | —          | 4                  |
| Catherine Dyer        | Connie Frazier                | 5          | —          | —          | —          | 5                  |
| Tobias Jelinek        | Agente                        | 6          | —          | —          | —          | 6                  |
| Cade Jones            | James                         | 4          | —          | —          | —          | 4                  |
| Peyton Wich           | Troy                          | 5          | —          | —          | —          | 5                  |
| Tony Vaughn           | Russell Coleman               | 3          | 1          | —          | —          | 4                  |
| Charles Lawlor        | Donald Melvald                | 3          | 1          | —          | —          | 4                  |
| Chester Rushing       | Tommy Hagan                   | 4          | 3          | —          | —          | 7                  |
| Chelsea Talmadge      | Carol Perkins                 | 4          | 2          | —          | —          | 6                  |
| Glennellen Anderson   | Nicole                        | 2          | 1          | —          | —          | 3                  |
| Cynthia Barrett       | Marsha Holland                | 1          | 3          | —          | —          | 4                  |
| Aimee Mullins         | Terry Ives                    | 2          | 4          | 1          | 2          | 7                  |
| Linnea Berthelsen     | Kali Prasad / Oito            | —          | 3          | —          | —          | 3                  |
| Catherine Curtin      | Claudia Henderson             | —          | 6          | 2          | 4          | 11                 |
| Jennifer Marshall     | Susan Hargrove                | —          | 2          | —          | 3          | 5                  |
| Cary Elwes            | Larry Kline                   | —          | —          | 5          | —          | 5                  |
| Francesca Reale       | Heather Holloway              | —          | —          | 6          | —          | 6                  |
| Michael Park          | Tom Holloway                  | —          | —          | 5          | —          | 5                  |
| Peggy Miley           | Doris Driscoll                | —          | —          | 4          | —          | 4                  |
| Alec Utgoff           | Alexi                         | —          | —          | 4          | —          | 4                  |
| Andrey Ivchenko       | Grigori                       | —          | —          | 7          | —          | 7                  |
| Gabriella Pizzolo     | Suzie Bingham                 | —          | —          | 1          | 3          | 4                  |
| Alyssa B. Levine      | Candise                       | —          | —          | 1          | 3          | 4                  |
| Tom Wlaschiha         | Dmitri "Enzo" Antonov         | —          | —          | —          | 8          | 8                  |
| Sherman Augustus      | Tenente Coronel Jack Sullivan | —          | —          | —          | 8          | 8                  |
| Mason Dye             | Jason Carver                  | —          | —          | —          | 7          | 7                  |
| Nikola Đuričko        | Yuri Ismaylov                 | —          | —          | —          | 6          | 6                  |
| Myles Truitt          | Patrick McKinney              | —          | —          | —          | 5          | 5                  |
| Regina Ting Chen      | Sra. Kelly                    | —          | —          | —          | 3          | 3                  |
| Logan Allen           | Jake                          | —          | —          | —          | 3          | 3                  |
| Martie Blair          | Onze (criança)                | —          | —          | —          | 4          | 4                  |
| Tristan Spohn         | Dois                          | —          | —          | —          | 4          | 4                  |
| Christian Ganiere     | Dez                           | —          | —          | —          | 4          | 4                  |

 
|
|}

## Personagens principais

### Joyce Byers
Joyce Byers (interpretada por Winona Ryder) é uma dona de casa e mãe de Will Byers e Jonathan Byers, frutos de seu antigo relacionamento com Lonnie Byers, que abandonou a família para iniciar um relacionamento com uma mulher mais nova. Joyce é uma mulher carinhosa, determinada e obstinada, que trabalha como balconista na Melvald's General Store, no centro de Hawkins. Ela nasceu e foi criada em Hawkins, e estudou na Hawkins High School juntamente com Hopper e Bob. Na primeira temporada, após o desaparecimento de Will, ela começa a se comunicar com Will através de lâmpadas natalinas, fazendo-a parecer louca para as demais pessoas. Quando Will é encontrado, o menino começa a ser possuído por uma criatura do Mundo Invertido na segunda temporada, fazendo Joyce procurar ajuda do Laboratótio de Hawkins, onde descobre um portal para a outra dimensão.
Na terceira temporada, ela planeja vender sua casa e se mudar de Hawkins, para desgosto de Hopper, que tenta convencê-la a sair com ele. Mesmo que ela tenha sentimentos por ele, Joyce tenta evitar outro relacionamento. Ela está mais interessada principalmente em descobrir por que os ímãs de sua casa continuam caindo da geladeira e, enquanto investigam o motivo disso, ela e Hopper descobrem uma conspiração russa. Depois de se infiltrar em um laboratório russo abaixo do novo Starcourt Mall, onde os russos abriram outro portal para o Mundo Invertido, Joyce é forçada a fechar o portal desligando a máquina russa usada para abri-lo com Hopper na sala, e Hopper acaba sendo dado como morto. Joyce se torna uma figura materna para Onze depois de acolhê-la quando Hopper supostamente morreu. A família Byers e Eleven mudam-se para a Califórnia três meses após a suposta morte de Hopper.
Joyce trabalha em casa e recebe um pacote da Rússia contendo uma boneca, que contém um bilhete que revela que Hopper está vivo. Ela e Murray ligam para o número indicado na nota e entram em contato com "Enzo", um guarda penitenciário que Hopper subornou, que exige US$ 40 mil em troca da liberdade de Hopper. Joyce consegue o dinheiro e voa para o Alasca com Murray Bauman, onde conhecem Yuri Ismaylov, um contrabandista e piloto russo que contrabandeia mercadorias americanas para o campo de prisioneiros russo. Percebendo o lucro que pode ser obtido, Yuri Ismaylov droga Joyce e Murray e os leva para a Rússia. No caminho, Joyce e Murray nocauteiam Yuri e caem no deserto. Eles forçam Yuri a levá-los para o campo de prisioneiros, onde Murray se faz passar por Yuri, enquanto Joyce e Yuri atuam como reféns. Os dois testemunham Hopper lutando contra o Demogorgon, mas Joyce consegue resgatá-lo e se reúne com ele.

### Jim Hopper
James "Jim" Hopper Jr. (interpretado por David Harbour) também chamado de "Hopper" e "Hop", é o chefe do Departamento de Polícia de Hawkins. Hopper viveu em Hawkins a maior parte de sua vida, tendo frequentado o ensino médio com Joyce Byers e Bob Newby em meados da década de 1950. Nesse período, Hopper não era um aluno exemplar e passava todo o seu tempo matando aula e fumando cigarros com Byers e Newby durante o quinto e sexto período. Hopper também era um típico aluno mulherengo, onde ele relata que mentia pra sua mãe sobre está na equipe de debate quando na realidade ele estava fazendo sexo com várias garotas. Depois de se formar no ensino médio, por volta da década de 1960, Hopper serviu na Guerra do Vietnã e se tornou um veterano.
Ele logo conheceu uma mulher chamada Diane e eles logo deram à luz uma criança chamada Sara em abril de 1971. O casal se casou em 1972 e se mudou para Nova Iorque onde Hopper trabalhou na força policial, período futuramente detalhado por ele para Onze no livro Stranger Things: Darkness on the Edge of Town. Hopper e Sara eram extremamente próximos, brincando no parque e lendo livros juntos, no entanto, Sara foi diagnosticada com câncer em algum momento entre 1977-1978. Apesar de receber tratamento quimioterápico, Sara não conseguiu se recuperar, falecendo ainda jovem. A morte de Sara acabou abalando o casamento de Hopper e Diane e ambos se divorciaram. Hopper, devastado, decidiu deixar Nova Iorque e retornou para Hawkins em 1979, onde se tornou chefe de polícia do Departamento de Polícia de Hawkins, uma ocupação amplamente despreocupada devido à baixa taxa de criminalidade da cidade. Hopper começou a depender de álcool e medicamentos prescritos para passar seus dias e começou a dormir com mulheres muito mais jovens que ele.
Ao longo da série, Hopper desenvolveu uma relação afetiva com Onze e decidiu adota-lá no final da segunda temporada. Na terceira temporada, ele tenta separar Onze e Mike, pois o relacionamento deles está indo rápido demais para ele, enquanto tenta conquistar Joyce romanticamente. Através de Joyce, ele mais uma vez se envolve em uma investigação sobre o sobrenatural, levando-os a descobrir uma conspiração soviética. Ele é dado como morto em uma explosão causada por uma máquina russa usada para abrir um portal para o Mundo Invertido. Na quarta temporada, é revelado que Hopper sobreviveu a explosão da máquina, porém ele foi capturado por guardas russos e levado a um campo de prisioneiros em Kamchatka, Rússia.

### Mike Wheeler
Michael "Mike" Wheeler (interpretado por Finn Wolfhard) é filho de Karen e Ted, o irmão mais novo de Nancy e o irmão mais velho de Holly, e um dos três amigos de Will Byers. Mike é um estudante inteligente e consciencioso que está comprometido com seus amigos. No jogo de Dungeons & Dragons, Mike é o paladino e geralmente desempenha o papel de Dungeon Master. Ele desenvolve sentimentos românticos por Onze (ou On, como Mike e seus amigos preferem chamá-la). Na segunda temporada, é revelado que ele desenvolveu uma tendência mais rebelde, provavelmente decorrente da falta de Onze. Quando Onze reaparece, ele está feliz, mas com raiva de Hopper por mantê-la escondida no ano passado, embora mais tarde ele o perdoe. Um mês depois, os dois vão ao Baile de Inverno juntos e novamente se beijam. No verão seguinte, os dois estão namorando, mas Hopper consegue separá-los, pois acredita que eles estão passando muito tempo juntos e que ele não daria um bom exemplo. Com a intromissão adicional de Max, Onze eventualmente termina com Mike, mas os dois voltam a ficar juntos. Mike foi sincero sobre amar Onze, e quase confessa a ela, mas luta para encontrar as palavras certas. Quando Onze vai morar com os Byers, Mike promete manter contato e agendar visitas para o Dia de Ação de Graças e o Natal. Onze diz a Mike que também o ama.

### Onze
Onze (realizado por Millie Bobby Brown); em seu idioma original se chama Eleven ou El; nasceu como Jane Ives, filha de Terry Ives, e cresceu nos Laboratórios Hawkins, onde foi experimentada por cientistas até o início da primeira temporada. Onze tem poderes telecinéticos e telepáticos, que lhe permitem controlar as coisas com sua mente. Ela escapou do laboratório e fez amizade com Dustin, Lucas, Will e Mike (seu interesse amoroso). Na segunda temporada, Jim Hopper se tornou uma figura paterna para Onze enquanto ela procurava por sua mãe biológica, culminando com ela sendo adotada por Hopper no final da temporada e sendo chamada de Jane Hopper. Na terceira temporada, ela está namorando Mike, para grande aborrecimento de Hopper, e é perseguida pelo Devorador de Mentes, que os soviéticos libertaram abrindo um portal para o Mundo Invertido. Depois que Hopper desaparece quando o portal é finalmente fechado, Onze lê um discurso que Hopper escreveu para controlar as coisas entre ela e Mike, mas ele nunca falou com eles sobre isso, em vez disso, dizendo a Mike para ficar longe de Onze por um tempo para impedi-los de verem um ao outro. Três meses depois, ela confessa a Mike que também o ama e deixa Hawkins com os Byers.

### Dustin Henderson
Dustin Henderson (interpretado por Gaten Matarazzo) é amigo de Mike, Will e Lucas, ele é um menino muito inteligente e estudioso e tem displasia cleidocraniana. Em seu grupo de jogo do Dungeons & Dragons, Dustin é o bardo e tem provavelmente o maior conhecimento do jogo, particularmente em monstros. Ele tinha uma queda por Nancy Wheeler, enquanto ele e Lucas tinham sentimentos por Max na segunda temporada, mas Lucas e Max eventualmente acabam juntos. Ele se torna o melhor amigo de Steve Harrington na segunda temporada, que lhe dá conselhos sobre como fazer as garotas gostarem dele. Antes da terceira temporada, Dustin passa um mês no acampamento de ciências e, graças ao conselho de Steve, conseguiu uma namorada chamada Suzie, que se diz uma gênia e é "mais sexy que Phoebe Cates". Os amigos de Dustin estão céticos se ela realmente existe, pois ele não consegue contatá-la através de sua torre de rádio improvisada. Em vez disso, Dustin descobre uma transmissão soviética embaralhada e vai para Steve com as informações em vez de seus amigos devido ao seu ceticismo sobre Suzie. Mais tarde, ele prova a existência de Suzie quando a contatou.

### Lucas Sainclair
Lucas Sinclair (interpretado por Caleb McLaughlin) é amigo de Mike, Will e Dustin, e irmão mais velho de Erica. Lucas inicialmente desconfia de Onze, mas depois faz amizade com ela. Na segunda temporada, ela se torna um interesse amoroso para Max. Em seu clube de Dungeons and Dragons, Lucas é o ranger. Ele é muito habilidoso com o uso de um estilingue, que o grupo chama de "The Wrist Rocket". Nas duas primeiras temporadas, o estilingue é usado para efeito cômico como uma defesa desesperada de última hora, mas na terceira temporada, é usado para salvar o time do perigo.

### Nancy Wheeler
Nancy Wheeler (interpretada por Natalia Dyer) é a filha adolescente de Karen e Ted, irmã mais velha de Mike e Holly Wheeler. Inicialmente, Nancy é uma pária na escola até que o popular estudante Steve Harrington se interessa por ela. O relacionamento deles dura até o início da segunda temporada, quando ela começa a namorar Jonathan Byers depois de alguma ajuda do teórico da conspiração Murray Bauman. Ela é altamente proficiente com armas de fogo, apesar de uma notável falta de treinamento ou prática. Ela foi vista usando pistolas, revólveres, rifles e espingardas. Na terceira temporada, Nancy e Jonathan trabalham como estagiários no Hawkins Post, onde Nancy é submetida a assédio sexista por seus superiores masculinos. Eventualmente, ela e Jonathan são demitidos por perseguir uma história contra os desejos de seu editor, mas Nancy continua a investigar o caso graças às palavras encorajadoras de sua mãe, levando a vários desentendimentos com os Esfolados controlados pelo Devorador de Mentes do Mundo Invertido. Na quarta temporada, Nancy começa a trabalhar como editora em seu jornal escolar e quando uma série de mortes estranhas de adolescentes se inicia, ela começa a investigar e chega a um suspeito preso chamado Victor Creel, que teve sua família morta nos anos 60 da mesma forma que os adolescentes. Nancy descobre que o autor das mortes é o monstro Vecna, e vai com Steve, Robin e Eddie para o Mundo Invertido descobrir mais. Nancy é colocada em transe por Vecna ao tentar retornar para casa e descobre que ele é na verdade Henry Creel, filho de Victor Creel que realmente matou sua família e culpou suas mortes em seu pai.

### Jonathan Byers
Jonathan Byers (interpretado por Charlie Heaton) é o irmão mais velho de Will e filho de Joyce, é quieto e é considerado um estranho na Hawkins High. Ele é um aspirante a fotógrafo e muito próximo de Joyce e Will. Ele começa a namorar Nancy no final da segunda temporada. Ambos se tornam estagiários no Hawkins Post na terceira temporada, mas acabam sendo demitidos por seu editor por perseguir uma história. Ele luta contra os bandidos do Mundo Invertido antes que ele e sua família decidam se mudar para a Califórnia. Jonathan faz um novo amigo chamado Argyle, com quem fuma maconha secretamente. Depois que ele, Will e Mike são colocados em prisão domiciliar, Jonathan pede a Argyle para resgatá-los dos agentes de Owens. Quando soldados armados os atacam, Argyle os leva para um local seguro. Jonathan, que planejava frequentar a faculdade com Nancy, revela a Argyle que foi aceito em uma faculdade comunitária. Depois de conseguir o número de NINA, eles procuram a ajuda de Susie.

### Keren Wheeler
Karen Wheeler (interpretada por Cara Buono) é mãe de Nancy, Mike e Holly, e esposa de Ted Wheeler. Ela é uma mãe amorosa que permanece em grande parte ignorante sobre as atividades de seus filhos. No final da segunda temporada e no início da terceira, ela desenvolve uma atração sexual por Billy Hargrove, em parte por tédio com sua vida familiar, mas finalmente decide não agir com base nesses sentimentos para não ferir sua família. Ela então encoraja Nancy a continuar buscando uma história pela qual ela foi demitida por trabalhar contra as ordens de seu editor.

### Martin Brenner
Martin Brenner (interpretado por Matthew Modine) é o cientista chefe do Laboratório Hawkins e dos experimentos realizados lá. Ele é um cientista insensível e manipulador, tendo sequestrado Onze de sua mãe, Terry Ives, a quem mais tarde submeteu a terapia de eletrochoque para destruir a mente e os pensamentos da mulher. Brenner então colocou Eleven em vários experimentos antes que ela escapasse depois de usar suas habilidades para estabelecer uma ligação com o Mundo Invertido. Ele e sua equipe a caçam por toda Hawkins enquanto encobrem as ações do Demogorgon que eles, sem saber, soltaram. Brenner é aparentemente morto pelo Demogorgon no final da primeira temporada, embora um ex-trabalhador chamado Ray tenha afirmado que Brenner ainda estava vivo. Na quarta temporada, é revelado que Brenner ainda está vivo e trabalhando com o Dr. Owens em um projeto chamado "NINA", que eles esperam poder restaurar os poderes de Eleven. NINA é um tanque de privação sensorial especializado que permite a Eleven recordar vividamente as memórias de seu tempo no Laboratório Hawkins. Flashbacks de 1979 mostram que Brenner estava fazendo experimentos em pelo menos treze crianças ao lado de Onze até que todas elas, exceto Onze, foram misteriosamente assassinadas. Brenner culpou Onze pelo massacre.

### Will Byers
William "Will" Byers (interpretado por Noah Schnapp), o irmão mais novo de Jonathan e filho de Joyce, é um menino gentil e muitas vezes tímido. No grupo de Dungeons and Dragons, Will é o clérigo, mas mais tarde ocasionalmente desempenha o papel de Dungeon Master; ele é referido como "Will the Wise". Na primeira temporada, ele desaparece em algum lugar perto de "Mirkwood" depois de encontrar o monstro que escapou por uma fenda para o "Mundo Invertido", uma dimensão alternativa descoberta pelos cientistas do Laboratório Hawkins. Schnapp foi promovido a regular na segunda temporada, depois de recorrente na primeira Na terceira temporada, as preocupações de seus amigos com suas namoradas levam Will a se sentir um estranho. Sua ligação com o Devorador de Mentes ajuda o grupo a saber quando ele está ativo. No final da temporada, ele sai de Hawkins com Joyce, Jonathan e Onze. Na quarta temporada, Will começa a pintar para uma pessoa desconhecida, enquanto testemunha Onze sendo intimidada por Angela. Depois de confrontar Mike sobre seu relacionamento, os dois testemunham Onze bater no rosto de Angela em retaliação ao bullying. Depois de serem colocados em prisão domiciliar pelos agentes de Owens, eles são resgatados por Argyle. Depois de encontrar o número para NINA, eles procuram a ajuda da namorada de Dustin, Suzie, em Salt Lake City.

### Max Mayfield
Maxine "Max" Mayfield (interpretada por Sadie Sink) é a meia-irmã mais nova de Billy, uma skatista ávida e a moleca do grupo que chama a atenção de Lucas quando se sabe que ela tem a maior pontuação em Dig Dug. Embora ela nunca tenha jogado Dungeons and Dragons, ela se chama de "zoomer" do grupo, apesar da insistência de Mike de que o termo é inventado. Ela afirma que o papel do "zoomer" é transportar o grupo de um lugar para outro. Max é frequentemente mostrado em desacordo com Billy. Na terceira temporada, ela e Lucas estão namorando após vários rompimentos. Onze se aproxima dela para pedir conselhos quando ela suspeita que Mike está mentindo para ela e Max a convence de que Mike pode ter feito isso para brincar com seus amigos. Max ajuda Onze a explorar o mundo exterior, tornando-se amigas íntimas. Ela também é mostrada como uma fã da Mulher Maravilha.
Na quarta temporada, Max luta com a morte de Billy e frequentemente frequenta o consultório da conselheira escolar devido aos sintomas de TEPT. Ela testemunha Eddie e Chrissy entrarem em seu trailer juntos e depois o vê fugir. Depois de saber da morte de Chrissy, ela conta essa informação para Dustin, então eles rastreiam um dos amigos de Eddie para descobrir a localização de Eddie. Depois de lembrar que Chrissy frequentou o escritório da conselheira antes de sua morte, ela invade a escola e encontra seu arquivo, assim como o de Fred. Ela descobre que Chrissy e Fred sofreram sintomas de TEPT semelhantes aos dela, percebendo que ela é a próxima na lista de vítimas de Vecna. Ela escreve cartas para sua família e lê para Billy em seu túmulo. Ela é colocada em transe por Vecna, mas Lucas, Steve e Dustin aprendem com Nancy que a música pode ajudá-la a escapar de Vecna e tocam sua música favorita, salvando-a de Vecna. Depois que Eddie, Nancy, Steve e Robin mergulham para o Mundo Invertido, Max e o resto retornam à residência dos Wheeler e se comunicam com o grupo que entrou no mundo invertido usando um Lite-Brite. Eles vão para o trailer de Eddie e os resgatam do Mundo Invertido.

### Steve Harrington
Steve Harrington (interpretado por Joe Keery) é um estudante popular na escola. Ele tenta desenvolver um relacionamento com Nancy e intimidar Jonathan, embora venha a se arrepender disso. Keery foi promovido a regular da série a partir da segunda temporada, depois de recorrente na primeira. Steve então desempenhou um papel mais proeminente, desenvolvendo um relacionamento de irmão com Dustin e se tornando um protetor do grupo principal de crianças. Steve é o dono do que os amigos chamam de "o morcego", um taco de beisebol com vários pregos grandes enfiados nele, feito por Jonathan para lutar contra o Demogorgon. Embora não tenha tido nenhum efeito duradouro contra o Demogorgon, foi capaz de matar alguns Demo-Dogs. Na terceira temporada, ele trabalha no Starcourt Mall no Scoops Ahoy com Robin, por quem ele mais tarde desenvolve sentimentos, embora seja rejeitado depois que ela revela que é lésbica. Ele, Robin, Dustin e Erica descobrem uma base secreta russa sob Starcourt Mall, responsável por ter soltado outro montro em Hawkins. Três meses depois, ele e Robin tentam conseguir emprego na locadora local, onde a única razão pela qual ele é contratado é o fato de ser um “ímã de garotas”. Na quarta temporada, Steve continua trabalhando com Robin na locadora local e fica com ciúmes do relacionamento de Dustin com Eddie. Ele também mostrou ter sentimentos persistentes por Nancy. Ao investigar a possibilidade de outrq entrata para o outro mundo, ele mergulha no Lago dos Amantes, onde descobre um portal para o Mundo Invertido. Ele é arrastado pelo portão e é atacado por morcegos, mas Nancy, Robin e Eddie o resgatam. Embora ferido, Steve os segue até a casa de Nancy, onde eles descobrem uma maneira de usar as luzes para se comunicar com o grupo em Hawkins. Eles vão para o trailer de Eddie e passam pelo portão, mas Steve testemunha Nancy entrar em transe por Vecna.

### Billy Hargrove
William "Billy" Hargrove (interpretado por Dacre Montgomery) é o descuidado, imprudente e verbalmente abusivo com Max - uma consequência do abuso físico que ele próprio sofre de seu pai. Ele é bastante promíscuo, muitas vezes dormindo com donas de casa entediadas. Na terceira temporada, ele se torna o catalisador do Devorador de Mentes. Flashbacks revelam que Billy tinha um relacionamento próximo e amoroso com sua mãe, mas ela o deixou quando ele era jovem devido ao abuso de seu pai, explicando seu conforto em torno de mulheres mais velhas. Onze lembra a Billy de sua mãe, permitindo que ele se liberte da possessão e se sacrifique para salvar Onze do Devorador de Mentes. Ao morrer, ele se desculpou com Max por todos os seus erros. Na quarta temporada, ele aparece quando Max é colocado em transe por Vecna, onde Billy a culpa por sua morte.

### Bob Newby
Bob Newby (interpretado por Sean Astin) é um ex-colega de classe de Joyce e Hopper, que dirige o Hawkins Radio Shack, e se torna o namorado de Joyce na segunda temporada, colocando-o em desacordo com Hopper. Enquanto ele, Hopper, um Will inconsciente, Mike, Joyce e Owens estavam presos no Laboratório Hawkins com a energia desligada, ele se ofereceu para redefinir os disjuntores e destrancar as portas. Depois de ter sucesso, ele foi atacado, morto e comido por Demo-Dogs na frente de Joyce.

### Sam Owens
Dr. Sam Owens (interpretado por Paul Reiser) é um executivo do Departamento de Energia dos Estados Unidos que substitui Brenner no Laboratório Hawkins. Owens é tão comprometido com a pesquisa científica e teimoso quanto seu antecessor, mas muito mais empático com os residentes do Laboratório de Hawkins. Owens está encarregado de estudar e tratar os episódios traumáticos persistentes de Will no Mundo Invertido. Ele é demitido do laboratório no final da segunda temporada depois de ser atacado por monstros no Mundo Invertido, e fornece a Hopper uma certidão de nascimento para Onze nomeando a filha adotiva de Hopper. Na terceira temporada, Hopper tenta contatá-lo para enviar reforços e ele aparece brevemente no final da temporada, onde descobre o laboratório russo usado para abrir o portal para o Mundo Invertido e tenta ajudá-los. Na quarta temporada, Owens começou secretamente a trabalhar com Brenner em um programa que pode trazer de volta os poderes de Onze.

### Robin Buckley
Robin Buckley (interpretada por Maya Hawke) é uma garota apresentada na terceira temporada, que trabalhou ao lado de Steve na sorveteria Scoops Ahoy do Starcourt Mall. Ela é sarcástica e entediada com seu trabalho, fluente em inglês, espanhol, francês e italiano, e provoca Steve sobre sua incapacidade de flertar com garotas. Robin decodifica uma mensagem de rádio russa e encontra a base junto com Steve, Dustin e Erica. Ao afirmar que ela era obcecada por Steve no ensino médio, a influência do soro da verdade revela que ela realmente ansiava pela atenção de uma das muitas admiradoras de Steve, Tammy Thompson, revelando que ela é lésbica. Na quarta temporada, Robin continua trabalhando com Steve na locadora local, enquanto desenvolve uma paixão por uma colega de banda da escola chamada Vickie. Depois de localizar Eddie, Nancy e Robin vão à biblioteca e procuram informações sobre Creel, descobrindo que Creel culpou um demônio pelos assassinatos de sua família, que eles acreditam ser Vecna, o monstro assassino que causou recentes mortes. As duas visitam Creel em Pennhurst, onde ele revive os assassinatos de sua família. Depois que Steve é arrastado para o Mundo Invertido, Robin, Nancy e Eddie o seguem. Depois de se comunicar com o grupo no Reino Terrestre, eles são salvos do Mundo Invertido no trailer de Eddie.

### Erica Sainclair
Erica Sinclair (interpretada por Priah Ferguson) é a irmã mais nova de Lucas. Introduzida na segunda temporada como personagem recorrente, ela foi promovida a regular na terceira temporada. Ela ajuda Dustin, Steve e Robin a se infiltrar na base russa abaixo do Starcourt Mall. Durante esses eventos, Dustin convence Erica de que, como ele e seus amigos, ela é uma nerd e que deveria abraçar isso. No final da terceira temporada, ela recebe os manuais de Dungeons & Dragons de Will. Ela é muito sarcástica, desbocada, atrevida e muitas vezes pensa em Lucas e seus amigos como nerds, embora ela também possa ser legal às vezes. Na quarta temporada, ela abraçou seu lado nerd e se junta ao Hellfire Club da Hawkins High School depois de demonstrar conhecimento proficiente de Dungeons & Dragons.

### Murray Bauman
Murray Bauman (interpretado por Brett Gelman) é um investigador particular e teórico da conspiração contratado para investigar o desaparecimento de Barbara Holland. Apresentado pela primeira vez na segunda temporada, ele ajuda Nancy e Jonathan em sua missão de fechar o Laboratório Nacional Hawkins. Na terceira temporada, ele ajuda Joyce e Hopper a se infiltrarem na base subterrânea secreta em Starcourt Mall, onde os russos construíram uma máquina capaz de abrir um portal para o Mundo Invertido. Ele também se mostra fluente em russo. Na 4ª temporada, ele e Joyce viajam para a Rússia para resgatar Hopper da prisão.

### Vecna
Vecna (interpretado por Jamie Campbell Bower) é um ser assassino do Mundo Invertido e o principal antagonista da quarta temporada. Ele ataca jovens se recuperando de traumas passados, e seu método de matar envolve induzir visões de pesadelo em suas vítimas antes de quebrar telecineticamente seus ossos e implodir seus globos oculares. Vecna mata vários alunos da Hawkins High School, incluindo Chrissy Cunningham, Fred Benson e Patrick McKinney, e quase mata Max até que seus amigos encontrem uma maneira de quebrar sua influência usando música. Ele opera na Residência Creel no Mundo Invertido. Vecna é eventualmente revelado como Henry Creel, filho de Victor Creel que nasceu com habilidades telepáticas. Henry cresceu com uma visão profundamente misantrópica da humanidade depois de ser condenado ao ostracismo ao longo de sua infância. Na década de 1950, ele aterrorizou e assassinou sua mãe e irmã na casa de sua família usando seus poderes, mas o esforço o colocou em coma enquanto seu pai foi preso pelos assassinatos e colocado em uma instituição psiquiátrica. Henry foi colocado sob os cuidados do Dr. Brenner, que o fez a cobaia 001 em seus experimentos com crianças nascidas com habilidades sobre-humanas. Quando adulto, Henry foi feito ordenança no Laboratório Hawkins para ajudar a supervisionar os experimentos de Brenner em várias crianças superpoderosas, incluindo Onze. Brenner colocou um implante no pescoço de Henry que suprimiu seus poderes. Henry fez amizade com Onze depois que ela enfrentou o ostracismo das outras crianças e apontou para ela que ela e o resto dos ocupantes do laboratório eram prisioneiros. Simpatizando com a situação de Henry depois de testemunhar ele sendo punido por Brenner, Eleven destruiu seu implante, restaurando seus poderes. Henry massacrou todas as outras crianças e a maioria dos funcionários do laboratório e tentou matar Onze depois que ela se recusou a fazer parte de sua missão de erradicar a humanidade. Onze dominou Henry e o enviou para o Mundo Invertido, transformando-o em Vecna.

### Argyle
Argyle (interpretado por Eduardo Franco) é amigo maconheiro de Jonathan na Califórnia que trabalha como motorista de entrega de pizza, introduzido na quarta temporada. Argyle afasta Jonathan, Will e Mike dos soldados do Exército dos EUA que atacam sua casa em busca de Onze, e se junta aos meninos em sua própria tentativa de encontrá-la.

### Eddie Munson
Eddie Munson (interpretado por Joseph Quinn) é um excêntrico estudante da Hawkins High School e presidente de seu "Hellfire Club" com tema de Dungeons & Dragons, onde ele faz amizade com Mike e Dustin. Eddie é mais velho do que a maioria de seus colegas, pois foi forçado a permanecer no ensino médio por vários anos adicionais depois de não conseguir passar nas aulas necessárias para se formar. Enquanto vende drogas para Chrissy Cunningham, Eddie assiste enquanto ela é telepaticamente morta por Vecna. Percebendo que as autoridades não vão acreditar em sua história, Eddie foge e mais tarde é localizado por Dustin, Steve, Max e Robin, que lhe explicam a existência do Mundo Invertido. A polícia local nomeia Eddie como seu principal suspeito nos assassinatos de Vecna, e o time de basquete da escola, liderado pelo namorado de Chrissy, Jason Carver, tenta caçá-lo, com Jason, acreditando que Eddie está liderando um culto satânico. Eddie eventualmente viaja para o Mundo Invertido com Steve, Nancy e Robin depois que eles encontram um portal sob o Lago dos Amantes.

## Criaturas do Mundo Invertido

### Devorador de Mentes
Introduzido na segunda temporada como uma entidade não-corpórea malévola que reside na dimensão paralela conhecida como Mundo Invertido, cada ser vivo nessa realidade serve como uma extensão da mente colmeia do Devorador de Mentes, que atuam no desejo dessa entidade de se espalhar para a terra. Os eventos da primeira temporada permitiram que o Devorador de Mentes terraformasse Hawkins secretamente através de Will Byers, que foi infectado durante seu tempo no Mundo Invertido e, sem saber, trouxe Demogorgons incubados com ele. Na segunda temporada, a existência do Devorador de Mentes foi revelada quando ele implantou um pedaço de si mesmo em Will através de visões, enquanto usava os Demodogs para eliminar qualquer um que interferisse na terraformação. Enquanto os outros conseguiram fechar o portão para cortar o ponto de apoio do Devorador de Mentes, seu fragmento etéreo se refugiou na Brimborn Steel Works depois de ser "exorcizado" de Will. Durante os eventos da terceira temporada, um novo portal é aberto pelos russos e permitiu que o Devorador de Mentes fizesse com que seu fragmento isolado criasse um recipiente orgânico infectando e possuindo seres vivos e absorvendo toda a sua biomassa. O Devorador de Mentes quase conseguiu matar Onze, apenas para perder sua posição quando Joyce e Hopper se infiltraram no laboratório secreto russo e fecharam o novo portal.

### Demogorgons
Criaturas predatórias do Mundo Invertido que servem como força de invasão inicial do Devorador de Mentes, são assassinas e violentas com inteligência limitada. Demogorgons começam como criaturas semelhantes a lesmas que são incubadas no corpo de uma vítima, crescendo em uma criatura semelhante a um girino e gradualmente se transformando em uma forma adolescente chamada "Demodog" antes de amadurecer completamente. Um Demogorgon adulto, interpretado por Mark Steger, aparece depois que um portal para o Mundo Invertido foi acidentalmente aberto em Hawkins, e demonstrou uma aparente habilidade de criar fendas aleatórias entre o Mundo Invertido e o mundo normal.[18] Embora esse Demogorgon tenha sido eventualmente destruído, seu sequestro de Will Byers permitiu que o Devorador de Mentes desencadeasse um enxame de Demogorgons adolescentes sobre Hawkins antes de todos serem mortos quando sua conexão com o Devorador de Mentes foi cortada.

### Esfolado
Um termo para seres da Terra que são possuídos pelo Devorador de Mentes, Will Byers sendo o primeiro caso durante a segunda temporada até que um fragmento etéreo do Devorador de Mentes foi expurgado de seu corpo. O fragmento isolado mais tarde começou a possuir ratos e eventualmente humanos durante os eventos da terceira temporada, tendo a maioria de seus hospedeiros ingerindo produtos químicos tóxicos para que pudessem ser gradualmente derretidos em materiais para o Devorador de Mentes criar um corpo para si, para agir em sua tentativa de matar Onze.

## Personagens Recorrentes

### Introduzidos na primeira temporada
- Joe Chrest como Ted Wheeler, marido de Karen, pai da adolescente Nancy, Mike e da pequena Holly.[32] Ele está frequentemente fora de sincronia com seus filhos e com as necessidades emocionais de sua esposa e frequentemente é encontrado dormindo em uma cadeira reclinável.
- Anniston e Tinsley Price como Holly Wheeler, filha de Karen e Ted, irmã mais nova de Nancy e Mike. Embora Holly seja bem jovem, ela está muito mais ciente do que acontece na cidade do que seus pais. Na quarta temporada, ela se mostra muito mais independente.
- Randy Havens como Scott Clarke, o professor dos meninos. Ele encoraja seu interesse em ciência e tecnologia e os ajuda sempre que solicitados.[33]
- Rob Morgan como Calvin Powell, um dos oficiais de Hopper.
- John Paul Reynolds como Phil Callahan, outro dos oficiais de Hopper.[32] Não tão sério quanto seu parceiro, ele ainda trabalha duro na busca por Will Byers.
- Susan Shalhoub Larkin como Florence ("Flo"), a secretária da Delegacia de Polícia de Hawkins.[34] Ela mostra preocupação com a saúde de Hopper.
- Shannon Purser como Barbara "Barb" Holland, uma introvertida e melhor amiga de Nancy Wheeler. Ela está preocupada que sua amizade com Nancy possa ser ameaçada pelo relacionamento de Nancy com Steve.[35] Barb é uma das primeiras vítimas do Demogorgon.
- Ross Partridge como Lonnie Byers, o ex-marido de Joyce Byers e pai biológico de Jonathan e Will. Ele tem uma namorada muito mais jovem chamada Cynthia.[36]
- Catherine Dyer como Connie Frazier,[37] executora do DOE de Brenner que obedece inquestionavelmente às ordens, mesmo que essas ordens tenham a ver com matar aqueles que entraram em contato com Onze. Ela acaba sendo morta por Onze no final da 1ª temporada.
- Tobias Jelinek como o principal agente do Laborátorio Nacional de Hawkins, que auxilia Brenner.[38]
- Peyton Wich como Troy Walsh, um garoto que antagoniza Mike, Lucas e Dustin.[39] Depois de ser humilhado publicamente por Onze e uma tentativa de retaliação a Mike, Troy não é visto novamente após a 1ª temporada. Ele é assim devido ao seu pai, que o encorajou a ser mesquinho e impiedoso. Nos quadrinhos, Troy parece mudar para melhor e sente remorso por suas ações pela primeira vez, ao saber que seu pai foi demitido de seu emprego por sua má atitude e recusa em se desculpar.
- Cade Jones como James Dante, um garoto que anda com Troy.[39] A história em quadrinhos, "The Bully", revela que James se cansou de ser mandado e do comportamento de Troy. Eventualmente, antes de Troy e sua família se mudarem, Troy finalmente se desculpou com James e acenou adeus, que James retorna. James é revelado estar atualmente residindo em Hawkins.
- Chester Rushing como Tommy Hagan, um ex-amigo de Steve e namorado de Carol.[40] Tommy é um valentão que se diverte com sua popularidade. Ele retorna na 2ª temporada como um lacaio para o novo popular da escola, Billy Hargrove. Embora invisível na 3ª temporada, ele é brevemente mencionado por Steve.
- Chelsea Talmadge como Carol Perkins, ex-amiga de Steve e namorada de Tommy.[41] Assim como seu namorado, Carol fará de tudo para garantir sua popularidade.
- Aimee Mullins como Terry Ives, uma mulher cuja filha, Jane (Onze), foi roubada dela logo após o parto. Desde então, ela entrou em um estado mental em que não tem consciência de seus arredores, pois os homens que roubaram Jane lhe deram terapia de eletrochoque para tentar encobrir sua existência.[42]
- Amy Seimetz como Becky Ives, irmã de Terry que cuida dela.[43]

### Introduzidos na segunda temporada
- Linnea Berthelsen como Kali / Oito, uma jovem com habilidades de manipulação de ilusão, que, junto com Onze, foi experimentada no Laboratório Hawkins, mas depois conseguiu escapar. Ela tem um lado carinhoso, embora muitas vezes seja coberto por sua personalidade vingativa.[25][44]
  - Vanathi Kalai Parthiban como Kali mais jovem no Quarto Arco-Íris no Laboratório de Hawkins.
- Catherine Curtin como Claudia Henderson, a doce e carinhosa mãe de Dustin, mas muitas vezes sem noção.[45]
- Karen Ceesay como Sue Sinclair, mãe de Lucas e Erica.[46]
- Arnell Powell como Charles Sinclair, pai de Lucas e Erica[46]
- Jennifer Marshall como Susan Hargrove, mãe de Max, madrasta de Billy e esposa de Neil. Enquanto seu marido é abusivo e egoísta, ela continua sendo gentil com Billy e parece amar um pouco seu enteado.[47]

### Introduzidos na terceira temporada
- Alec Utgoff como Dr. Alexei, um cientista russo que estava trabalhando com o regimento para abrir um portal para o Mundo Invertido. Mais tarde, ele é sequestrado por Hopper (que o apelida de "Smirnoff") e Joyce Byers para obter informações sobre seus colegas russos. Enquanto com eles, ele desenvolve uma afinidade por Slurpees de cereja, Burger King, Woody Woodpecker e Looney Tunes. Ele também desenvolve uma estreita amizade com Murray. Ele é morto por Grigori no final da 3ª temporada, deixando Murray e Joyce devastados.
- Andrey Ivchenko como Grigori, um assassino russo e executor dos cientistas que trabalham sob Hawkins. Ele é morto por Hopper no final da 3ª temporada.
- Michael Park como Tom Holloway, o editor do Hawkins Post e pai de Heather Holloway.[48] Ele fica possuído pelo Devorador de Mentes. Ele é morto em legítima defesa por Jonathan, e seu cadáver se funde com Bruce para se tornar um monstro horrível semelhante a um artrópode.
- Jake Busey como Bruce Lowe, um jornalista do Hawkins Post que rotineiramente assedia e zomba de Nancy por causa de seu gênero.[49] Ele fica possuído pelo Devorador de Mentes. Bruce é espancado até a morte por Nancy com um extintor de incêndio depois que ele a ataca, e seu cadáver se funde com Tom para se tornar um monstro horrível semelhante a um artrópode.
- Francesca Reale como Heather Holloway, uma salva-vidas popular na Piscina da Comunidade Hawkins que se torna possuída pelo Devorador de Mentes.[50]
- Cary Elwes como o prefeito Larry Kline, um político corrupto sendo chantageado para trabalhar para os russos.[49]
- Peggy Miley como Doris Driscoll, uma idosa residente de Hawkins que é visitada por Jonathan e Nancy enquanto investiga uma história. Ela fica possuída pelo Devorador de Mentes.
- Gabriella Pizzolo como Suzie Bingham; A namorada de Dustin, que ele conheceu no acampamento de verão. Suzie mora com sua grande família mórmon em uma casa em Salt Lake City.

### Introduzidos na quarta temporada
- Mason Dye como Jason Carver, o capitão do time de basquete da Hawkins High School e namorado de Chrissy Cunningham. Após a morte de Chrissy, ele lidera sua equipe em uma caçada a Eddie, a quem ele acredita ser o autor do crime e líder de um culto satânico.
- Tristan Spohn como Dois, um sujeito de laboratório no Laboratório Hawkins que intimida Eleven.
- Christian Ganiere como Dez, antecessor de Eleven.
- Myles Truitt como Patrick McKinney, um jogador do time de basquete.
- Nikolai Nikolaeff como Ivan, um guarda em Kamchatka.
- Tom Wlaschiha como Dmitri Antonov / "Enzo", um guarda prisional em Kamchatka que Hopper suborna para ajudar a garantir sua liberdade.
- Nikola Đuričko como Yuri Ismaylov, o contato de Antonov a quem ele instrui Joyce e Murray a se encontrarem no Alasca. Ele trai Antonov para os russos e decide entregar Joyce e Murray como prisioneiros na esperança de maiores lucros.
- Sherman Augustus como o tenente-coronel Jack Sullivan, um oficial do Exército dos EUA liderando uma caçada a Eleven, acreditando que ela seja responsável pela última série de assassinatos em Hawkins.
- Pasha Lychnikoff como Oleg, um preso em Kamchatka preso ao lado de Hopper.
- Vaidotas Martinaitis como Melnikov, o diretor da prisão em Kamchatka.

## Personagens em participação
A seguir está uma lista suplementar de estrelas convidadas que aparecem em papéis menores, fazem grandes participações especiais ou recebem crédito de co-estrela em várias aparições. Os personagens são listados na ordem em que apareceram pela primeira vez.

### Introduzidos na primeira temporada
- Chris Sullivan como Benny Hammond, proprietário e chef do Benny's Burgers e amigo de Hopper. Ele cuida de Onze logo após sua fuga, mas é morto logo depois.[51][52]
- Tony Vaughn como Russell Coleman, o diretor da Hawkins Middle School.
- Charles Lawlor como Donald Melvald, o dono de uma loja de conveniência onde Joyce Byers trabalha.
- Hugh Holub como o cientista-chefe do Laboratório Hawkins.
- Andrew Benator como cientista no Laboratório Hawkins.
- Pete Burris como chefe de segurança do Laboratório Hawkins.
- Robert Walker-Branchaud como um agente do Laboratório Hawkins que se disfarça de reparador.
- Glennellen Anderson como Nicole, uma colega de classe de Nancy, Steve e Jonathan.[53]
- Cynthia Barrett como Marsha Holland, mãe de Barbara.[46]
- Jerri Tubbs como Diane Hopper, ex-mulher de Jim.
- Elle Graham como Sara Hopper, filha de Jim e Diane, que morreu de câncer.[54]

O produtor executivo Shawn Levy faz uma aparição como um funcionário do necrotério.

### Introduzidos na segunda temporada
- Kai L. Green como Funshine, um membro do grupo de Kali. Kali o considera um ursinho de pelúcia, apesar de seu tamanho e força. Ele é o mais velho da tripulação.[45]
- James Landry Hébert como Axel, um membro agressivo do grupo de Kali.[45]
- Anna Jacoby-Heron como Dottie, o mais novo membro sarcástico do grupo de Kali.[45]
- Gabrielle Maiden como Mick, um membro do grupo de Kali. Ela é a menos agressiva do grupo e é a motorista.[45]
- Matty Cardarople como Keith, anteriormente funcionário do The Palace Arcade em 1984, mas agora trabalha no Family Video quase um ano depois.
- Madelyn Cline como Tina, uma estudante da Hawkins High School e amiga de Carol e Vicki.
- Abigail Cowen como Vicki, uma estudante da Hawkins High School e amiga de Carol e Tina.
- Aaron Muñoz como Sr. Holland, pai de Barbara.[46]
- Joe Davison como técnico no Laboratório Hawkins.[46]
- Pruitt Taylor Vince como Ray,[45] um técnico do Laboratório Hawkins que eletrocutou Terry Ives, contribuindo para seu estado mental deteriorado.
- Will Chase como Neil Hargrove, pai de Billy, padrasto de Max e marido de Susan. Ele é muito abusivo com seu filho, tanto verbalmente quanto fisicamente.[56]

### Introduzidos na terceira temporada
- John Vodka como General Stepanov, um general da KGB
- Yasen Peyankov como um cientista russo que trabalha junto com Alexei.
- Georgui Kasaev como oficial de comunicação russo
- Caroline Arapoglou como Winnie Kline, esposa do prefeito Larry Kline..[57]
- Allyssa Brooke como Candice, secretária do prefeito Larry Kline.[58]
- Holly Morris como Janet Holloway, esposa de Tom Holloway e mãe de Heather Holloway.
- Chantell D. Christopher como recepcionista no Hawkins Memorial Hospital.
- Misha Kuznetsov como Coronel Ozerov, um oficial militar soviético autoritário e brutal.
- Arthur Darbinyan como Zharkov, um cientista russo que trabalha para o comandante Ozerov, especializado em torturar reféns.
- Beth Riesgraf como a mãe de Billy Hargrove.

### Introduzido na quarta temporada
- Grace Van Dien como Chrissy Cunningham, uma líder de torcida da Hawkins High School que é a primeira a ser morta por Vecna.
- Amybeth McNulty como Vickie, uma estudante da banda da Hawkins High School e interesse amoroso de Robin.
- Regina Ting Chen como a Sra. Kelly, a conselheira da Hawkins High School.
- Logan Riley Bruner como Fred Benson, colega de Nancy no jornal Hawkins High School. Ele é assombrado por seu papel em um acidente de carro fatal. Ele acaba sendo morto por Vecna.
- Elodie Grace Orkin como Angela, uma estudante popular da Lenora High School, na Califórnia, que intimida Eleven.
- Robert Englund como Victor Creel, um homem preso por assassinar sua esposa e filha na década de 1950 e desde então passou a vida em uma instituição psiquiátrica. Creel sustenta que sua família foi morta por um demônio e fica permanentemente desfigurada depois de tentar se matar cortando seus olhos.
  - Kevin L. Johnson como jovem Victor Creel
- Tyner Rushing como Virginia Creel, a esposa de Victor Creel que morreu misteriosamente junto com sua filha na década de 1950.
- Livi Burch como Alice Creel, filha dos Creels que morreu misteriosamente junto com sua mãe na década de 1950.
- Ira Amyx como Harmon, guarda-costas que trabalha para Sam Owens. Harmon ao lado de seu parceiro Agente Wallace, foram designados para proteger Jonathan Byers, Will Byers e Mike Wheeler dos militares. Morreu defendendo crianças durante o ataque à casa dos Byers.
- Kendrick Cross como Wallace, guarda-costas trabalhando para Sam Owens. Wallace ao lado de seu parceiro Agente Harmon, foram designados para proteger Jonathan Byers, Will Byers e Mike Wheeler dos militares. Ferido e feito prisioneiro por Sullivan para encontrar o paradeiro de Onze.
- Audrey Holcomb como Eden Bingham, irmã gótica mais velha de Suzie que toma conta dela e do resto de seus irmãos. Argyle se apaixona por ela ao conhecê-la, e os dois são mais tarde pegos fumando maconha juntos por Suzie, Mike, Will e Jonathan.

## Dublagem brasileira
Estúdio de dublagem - Delart
Produção
- Direção de Dublagem: Sérgio Cantú[59]
- Cliente: Netflix[59]
- Tradução: Luiz Tavares[59]

Elenco
- Mike: Arthur Salerno[59]
- Joyce: Miriam Ficher[59]
- Hopper: Maurício Berger[59]
- Lucas: Daniel Pim[59]
- Dustin: João Victor Granja[59]
- Nancy: Ana Elena Bittencourt[59]
- Will: Victor Hugo[59]
- Jonathan: Luiz Sérgio Vieira[59]
- Steve: João Cappelli[59]
- Onze: Isabelle Cunha[59]
- Karen: Márcia Coutinho[59]
- Dr. Brenner: Marco Antonio Costa[59]
- Sr. Clarke: Claudio Galvan[59]